# Lijst van werken van de Meester van het Hausbuch
Deze lijst geeft een overzicht van de werken van de  Meester van het Hausbuch of Hausbuchmeester, de verzamelnaam voor een groep Duitse en waarschijnlijk ook Nederlandse kunstenaars uit het eind van de 15e eeuw. De belangrijkste van hen wordt vaak de Meester van het Amsterdamse Kabinet genoemd, een naam die al werd gebruikt, voordat de naam Meester van het Hausbuch ingang vond.

## Drogenaaldprenten
Deze lijst geeft een overzicht van de 89 drogenaaldprenten waaraan de Meester van het Amsterdamse Kabinet zijn noodnaam te danken heeft. Ze worden namelijk voor het overgrote deel in het Rijksprentenkabinet in Amsterdam bewaard. Van veel prenten is maar één afdruk bewaard gebleven; wereldwijd zijn er ruim 120 afdrukken bekend. Ze zijn vervaardigd in de periode 1470-1490. Van sommige prenten die verloren zijn gegaan, bestaan getekende of gegraveerde kopieën door andere kunstenaars. De catalogusnummers verwijzen naar de tentoonstellingscatalogus uit 1985.
| Afbeelding | Titel                                                                               | Datering                       | Techniek                             | Afmetingen h × b cm                | Collectie | Cat. |
| ---------- | ----------------------------------------------------------------------------------- | ------------------------------ | ------------------------------------ | ---------------------------------- | --- | ---- |
|            | Vier profeten: Eerste profeet                                                       | ca. 1475                       | droge naald                          | 12,9 × 5,3                         | Albertina, Wenen | 1    |
|            | Vier profeten: Tweede profeet                                                       | ca. 1475                       | droge naald                          | 13,1 × 5,6                         | Rijksmuseum Amsterdam Inv. nr. RP-P-OB-868 Tweede exemplaar: Albertina, Wenen                                                                                             | 2    |
|            | Vier profeten: Derde profeet                                                        | ca. 1475                       | droge naald                          | 13 × 5,4                           | Albertina, Wenen | 3    |
|            | Vier profeten: Vierde profeet                                                       | ca. 1475                       | droge naald                          | 12 × 4,1                           | Rijksmuseum Amsterdam Inv. nr. RP-P-OB-869 (unicum) | 4    |
|            | Geschiedenis van Simson: Simson overwint de leeuw                                   | ca. 1470-1475                  | droge naald en penseel (grijze verf) | 9,2 × 8,3                          | Rijksmuseum Amsterdam Inv. nr. RP-P-OB-870 (unicum) | 5    |
|            | Geschiedenis van Simson: Delila knipt Simsons haar                                  | ca. 1470-1475                  | droge naald                          | 9,5 × 8,4                          | Bibliothèque nationale, Parijs | 6    |
|            | Salomo's afgoderij                                                                  | ca. 1485                       | droge naald                          | diameter: 15,4 cm                  | Rijksmuseum Amsterdam Inv. nr. RP-P-OB-871 Twee andere exemplaren: Albertina, Wenen British Museum, Londen                                                                | 7    |
|            | De annunciatie                                                                      | ca. 1480                       | droge naald                          | 12,7 × 8,7                         | Rijksmuseum Amsterdam Inv. nr. RP-P-OB-872 (unicum) | 8    |
|            | De visitatie                                                                        | ca. 1480-1485                  | droge naald                          | 14,0 × 8,8                         | Rijksmuseum Amsterdam Inv. nr. RP-P-OB-873 Tweede exemplaar: Albertina, Wenen                                                                                             | 9    |
|            | Aanbidding der koningen                                                             | ca. 1490                       | droge naald                          | 16,6 × 10,9                        | Rijksmuseum Amsterdam Inv. nr. RP-P-OB-874 (unicum) | 10   |
|            | De besnijdenis                                                                      | ca. 1490                       | droge naald                          | 16,8 × 12,2                        | Rijksmuseum Amsterdam Inv. nr. RP-P-OB-875 (unicum) | 11   |
|            | De gevangenneming van Christus                                                      | ca. 1470-1475                  | droge naald                          | 6,4 × 4,3                          | Rijksmuseum Amsterdam Inv. nr. RP-P-OB-876 (unicum) | 12   |
|            | De kruisdraging                                                                     | ca. 1480                       | droge naald                          | 12,8 × 19,3                        | Rijksmuseum Amsterdam Inv. nr. RP-P-OB-877 | 13.1 |
|            | De kruisdraging                                                                     | ca. 1475-80                    | droge naald                          | 12,9 × 19,3                        | Art Institute of Chicago Inv. nr. 1958.299 Derde exemplaar: Veste Coburg, Coburg                                                                                          | 13.2 |
|            | De kruisiging                                                                       | ca. 1485                       | droge naald                          | 12,4 × 7,6                         | Rijksmuseum Amsterdam Inv. nr. RP-P-OB-878 (unicum) | 14   |
|            | De kruisiging met Maria, Johannes en twee heilige vrouwen                           | ca. 1490                       | droge naald                          | 15,7 × 10,2                        | Rijksmuseum Amsterdam Inv. nr. RP-P-OB-879 (unicum) | 15   |
|            | De hoofden van Christus en Maria                                                    | ca. 1490                       | droge naald                          | 7,3 × 11,4                         | Rijksmuseum Amsterdam Inv. nr. RP-P-OB-880 (unicum) | 16   |
|            | Christus als de Goede Herder                                                        | ca. 1475                       | droge naald                          | 11,3 × 8,3                         | Rijksmuseum Amsterdam Inv. nr. RP-P-OB-882 (unicum) | 17   |
|            | Het zegenend Christuskind                                                           | ca. 1490                       | droge naald                          | 16,4 × 3,3                         | Rijksmuseum Amsterdam Inv. nr. RP-P-OB-881 (unicum) | 18   |
|            | Christus aan de geselpaal                                                           | ca. 1490                       | droge naald                          | 16,5 × 3,3                         | Rijksmuseum Amsterdam Inv. nr. RP-P-OB-883 (unicum) | 19   |
|            | Het lichaam van Christus ondersteund door twee engelen                              | ca. 1475                       | droge naald                          | 10,0 × 7,1                         | Rijksmuseum Amsterdam Inv. nr. RP-P-OB-884 (unicum) | 20   |
|            | Aanbidding van de Heilige Drieëenheid door Maria, Johannes de Evangelist en engelen | ca. 1490                       | droge naald                          | 12,7 × 9,2                         | Rijksmuseum Amsterdam Inv. nr. RP-P-OB-911 (unicum) | 21   |
|            | Wapenschild met de Arma Christi                                                     | ca. 1475-1480                  | droge naald                          | 12,1 × 10,3                        | Rijksmuseum Amsterdam Inv. nr. RP-P-OB-912 (unicum) | 22   |
|            | Madonna op de maansikkel                                                            | ca. 1480                       | droge naald                          | 9,5 × 4,5                          | Rijksmuseum Amsterdam Inv. nr. RP-P-OB-886 (unicum) | 23   |
|            | Madonna met sterrenkroon en rozenkrans op de maansikkel                             | ca. 1490                       | droge naald                          | 8,8 × 5,1                          | Rijksmuseum Amsterdam Inv. nr. RP-P-OB-885 (unicum) | 24   |
|            | Madonna met sterrenkroon en boek op de maansikkel                                   | ca. 1490                       | droge naald                          | 18,9 × 12,3                        | Bibliothèque nationale, Parijs (unicum) | 25   |
|            | Staande Madonna en kind met appel                                                   | ca. 1475-1480                  | droge naald                          | 17,7 × 9,6                         | Rijksmuseum Amsterdam Inv. nr. RP-P-OB-888 Twee andere exemplaren: Museum Kunstpalast, Düsseldorf Öffentliche Kunstsammlung, Basel                                        | 26   |
|            | Tronende Madonna door engelen aanbeden                                              | ca. 1490                       | droge naald                          | 12,9 × 7,7                         | Rijksmuseum Amsterdam Inv. nr. RP-P-OB-887 (unicum) | 27   |
|            | De Heilige Familie bij de rozenstruik                                               | ca. 1490                       | droge naald                          | 14,2 × 11,5                        | Rijksmuseum Amsterdam Inv. nr. RP-P-OB-889 (unicum) | 28   |
|            | De Heilige Familie in een gewelfde ruimte                                           | cs. 1490                       | droge naald                          | 15,4 × 10,0                        | Rijksmuseum Amsterdam Inv. nr. RP-P-OB-890 Tweede exemplaar: Hamburger Kunsthalle                                                                                         | 29   |
|            | Heilige Anna-te-Drieën                                                              | ca. 1490                       | droge naald                          | 8,5 × 7,6                          | Rijksmuseum Amsterdam Inv. nr. RP-P-OB-891 (unicum) | 30   |
|            | Heilige Christoffel ('grote versie')                                                | ca. 1480-1485                  | droge naald                          | 16,6 × 10,5                        | Rijksmuseum Amsterdam Inv. nr. RP-P-OB-895 (unicum) | 31   |
|            | Heilige Christoffel ('kleine versie')                                               | ca. 1490                       | droge naald                          | 12,3 × 7,2                         | Rijksmuseum Amsterdam Inv. nr. RP-P-OB-894 (unicum) | 32   |
|            | Sint-Joris te paard                                                                 | ca. 1475                       | droge naald                          | 14,1 × 11,4                        | British Museum, Londen (unicum) | 33   |
|            | Sint-Joris te voet                                                                  | ca. 1490                       | droge naald                          | 14,1 × 11,4                        | Rijksmuseum Amsterdam Inv. nr. RP-P-OB-896 Tweede exemplaar: Bibliothèque nationale, Parijs                                                                               | 34   |
|            | Johannes de Doper, staande figuur in een nis                                        | ca. 1485-1490                  | droge naald                          | 12 × 4,1                           | Rijksmuseum Amsterdam Inv. nr. RP-P-OB-899 (unicum) | 35   |
|            | Het hoofd van Johannes de Doper op een schotel                                      | ca. 1485-1490                  | droge naald                          | 8,3 × 8,9                          | Rijksmuseum Amsterdam Inv. nr. RP-P-OB-898 (unicum) | 36   |
|            | Het hoofd van Johannes de Doper of van Goliath                                      | ca. 1485                       | droge naald                          | 5,2 × 5,0 (afgesneden)             | Rijksmuseum Amsterdam Inv. nr. RP-P-OB-897 (unicum) | 37   |
|            | Heilige Maarten te paard                                                            | ca. 1475-1480                  | droge naald                          | 19 × 13                            | Rijksmuseum Amsterdam Inv. nr. RP-P-OB-900 (unicum) | 38   |
|            | Heilige Michaël                                                                     | ca. 1490                       | droge naald                          | 13,9 × 8,8                         | Rijksmuseum Amsterdam Inv. nr. RP-P-OB-901 (unicum) | 39   |
|            | De bekering van de heilige Paulus                                                   | ca. 1475                       | droge naald                          | 13,6 × 7,6                         | Rijksmuseum Amsterdam Inv. nr. RP-P-OB-893 (unicum) | 40   |
|            | Heilige Paulus, staande op een console                                              | ca. 1485-1490                  | droge naald                          | 11,6 × 5,0                         | Rijksmuseum Amsterdam Inv. nr. RP-P-OB-892 (unicum) | 41   |
|            | Heilige Sebastiaan met boogschutters                                                | ca. 1475-1480                  | droge naald                          | 12,9 × 19,2                        | Rijksmuseum Amsterdam Inv. nr. RP-P-OB-904 (unicum) | 42   |
|            | Heilige Sebastiaan aan de geselpaal, met rechter en beulsknecht                     | ca. 1490                       | droge naald                          | 8,7 × 5,1                          | Rijksmuseum Amsterdam Inv. nr. RP-P-OB-902 (unicum) | 43   |
|            | Heilige Sebastiaan in een nis                                                       | ca. 1490                       | droge naald                          | 9,5 × 4,0                          | Rijksmuseum Amsterdam Inv. nr. RP-P-OB-903 (unicum) | 44   |
|            | Heilige Barbara (grote versie)                                                      | ca. 1470-1475                  | droge naald                          | 12,5 × 8,2                         | Rijksmuseum Amsterdam Inv. nr. RP-P-OB-906 (unicum) | 45   |
|            | Heilige Barbara (kleine versie)                                                     | ca. 1485-1490                  | droge naald                          | 12,1 × 4,0                         | Rijksmuseum Amsterdam Inv. nr. RP-P-OB-905 (unicum) | 46   |
|            | Heilige Catharina in nis                                                            | ca. 1485-1490                  | droge naald                          | 12,0 × 3,8                         | Rijksmuseum Amsterdam Inv. nr. RP-P-OB-908 (unicum) | 47   |
|            | Heilige Dorothea                                                                    | ca. 1485-1490                  | droge naald                          | 9,8 × 4,8                          | Rijksmuseum Amsterdam Inv. nr. RP-P-OB-907 (unicum) | 48   |
|            | De elevatie van de heilige Maria Magdalena met vijf engelen                         | ca. 1480                       | droge naald                          | 19,4 × 13,5                        | Rijksmuseum Amsterdam Inv. nr. RP-P-OB-910 (unicum) | 49   |
|            | De elevatie van de heilige Maria Magdalena met vier engelen                         | ca. 1490                       | droge naald                          | 12,3 × 8,9                         | Rijksmuseum Amsterdam Inv. nr. RP-P-OB-909 (unicum) | 50   |
|            | Wildemans-vrouw met kinderen op een hert                                            | ca. 1475                       | droge naald                          | 10,6 × 7,8                         | Rijksmuseum Amsterdam Inv. nr. RP-P-OB-914 (unicum) | 51   |
|            | Wildeman op een eenhoorn                                                            | ca. 1475                       | droge naald                          | 9,2 × 8,4                          | Rijksmuseum Amsterdam Inv. nr. RP-P-OB-915 (unicum) | 52   |
|            | Gevecht tussen twee wildemannen te paard                                            | ca. 1475-1480                  | droge naald                          | 12,5 × 9,2                         | Rijksmuseum Amsterdam Inv. nr. RP-P-OB-916 Tweede exemplaar: Hamburger Kunsthalle                                                                                         | 53   |
|            | Aristoteles en Phyllis                                                              | ca. 1485                       | droge naald                          | diameter: 15,5 cm                  | Rijksmuseum Amsterdam Inv. nr. RP-P-OB-917 Drie andere exemplaren: Veste Coburg, Coburg Ashmolean Museum, Oxford Albertina, Wenen                                         | 54   |
|            | Ongelijke liefdesparen: Jonge vrouw en oude man                                     | ca. 1475-1480                  | droge naald                          | 10,1 × 9,4 (bovenzijde afgesneden) | Rijksmuseum Amsterdam Inv. nr. RP-P-OB-933 (unicum) | 55   |
|            | Ongelijke liefdesparen: Jongeman en oude vrouw                                      | ca. 1475-1480                  | droge naald                          | 12,5 × 9,8                         | Rijksmuseum Amsterdam Inv. nr. RP-P-OB-932 (unicum) | 56   |
|            | De drie levenden en de drie doden                                                   | ca. 1485-1490                  | droge naald                          | 12,4 × 18,5                        | Twee exemplaren: British Museum, Londen Graphische Sammlung, Stuttgart | 57   |
|            | Jongeman en de Dood                                                                 | ca. 1485-1490                  | droge naald                          | 14,1 × 8,7                         | Rijksmuseum Amsterdam Inv. nr. RP-P-OB-913 Tweede exemplaar: Albertina, Wenen                                                                                             | 58   |
|            | Spelende kinderen: Zittend kind                                                     | ca. 1470-1475                  | droge naald                          | 4,8 × 4,4                          | Rijksmuseum Amsterdam Inv. nr. RP-P-OB-920 (unicum) | 59   |
|            | Spelende kinderen: Twee spelende kinderen                                           | ca. 1470-1475                  | droge naald                          | 7,4 × 6,4                          | Rijksmuseum Amsterdam Inv. nr. RP-P-OB-921 (unicum) | 60   |
|            | Spelende kinderen: Twee spelende kinderen                                           | ca. 1470-1475                  | droge naald                          | 5,2 × 7,0                          | Rijksmuseum Amsterdam Inv. nr. RP-P-OB-922 (unicum) | 61   |
|            | Doedelzakspeler                                                                     | ca. 1470-1475                  | droge naald                          | 7,8 × 5,3                          | Rijksmuseum Amsterdam Inv. nr. RP-P-OB-924 (unicum) | 62   |
|            | Twee worstelende boeren                                                             | ca. 1475-1480 of ca. 1485-1490 | droge naald                          | 7,7 × 6,9                          | Rijksmuseum Amsterdam Inv. nr. RP-P-OB-923 | 63.1 |
|            | Twee worstelende boeren                                                             | ca. 1475-1480 of ca. 1485-1490 | droge naald                          | 7,3 × 6,6                          | National Gallery of Art, Washington Inv. nr. 1943.3.9077 | 63.2 |
|            | Boerenpaar                                                                          | ca. 1470-1475                  | droge naald (pen op achterzijde)     | 9,7 × 5,7                          | Rijksmuseum Amsterdam Inv. nr. RP-P-OB-925 (unicum) | 64   |
|            | Roma-familie                                                                        | ca. 1475-1480                  | droge naald                          | 8,2 × 6,1                          | Rijksmuseum Amsterdam Inv. nr. RP-P-OB-926 Tweede exemplaar: Bibliothèque nationale, Parijs                                                                               | 65   |
|            | Jongeman en twee meisjes                                                            | ca. 1480                       | droge naald                          | 9,3 × 8,3                          | Rijksmuseum Amsterdam Inv. nr. RP-P-OB-927 (unicum) | 66   |
|            | Hertenjacht                                                                         | ca. 1485-1490                  | droge naald                          | 17,2 × 9,3                         | Rijksmuseum Amsterdam Inv. nr. RP-P-OB-928 (unicum) | 67   |
|            | Twee monniken                                                                       | ca. 1480                       | droge naald                          | 9,5 × 7,8                          | Rijksmuseum Amsterdam Inv. nr. RP-P-OB-929 (unicum) | 68   |
|            | Twee nonnen                                                                         | ca. 1480                       | droge naald                          | 9,9 × 7,9                          | Rijksmuseum Amsterdam Inv. nr. RP-P-OB-930 (unicum) | 69   |
|            | Valkenier en metgezel                                                               | ca. 1485                       | droge naald                          | 12,4 × 7,2                         | Rijksmuseum Amsterdam Inv. nr. RP-P-OB-934 (unicum) | 70   |
|            | Twee pratende jagers                                                                | ca. 1478-1482                  | droge naald                          | 12,9 × 9,2                         | Rijksmuseum Amsterdam Inv. nr. RP-P-OB-935 (unicum) | 71   |
|            | Vertrek voor de jacht                                                               | ca. 1485-1490                  | droge naald                          | 12,5 × 9,2                         | Rijksmuseum Amsterdam Inv. nr. RP-P-OB-936 Tweede exemplaar: Kupferstichkabinett Berlin                                                                                   | 72   |
|            | Kaartspelers                                                                        | ca. 1485                       | droge naald                          | 13,1 × 12,0                        | Rijksmuseum Amsterdam Inv. nr. RP-P-OB-937 Drie andere exemplaren: Veste Coburg, Coburg Graphische Sammlung, München Ashmolean Museum, Oxford                             | 73   |
|            | Turkse ruiter                                                                       | ca. 1490                       | droge naald                          | 16,8 × 11,1                        | Rijksmuseum Amsterdam Inv. nr. RP-P-OB-938 Drie andere exemplaren: Veste Coburg, Coburg British Museum, Londen Albertina, Wenen                                           | 74   |
|            | Liefdespaar                                                                         | ca. 1485                       | droge naald                          | 16,8 × 10,8                        | Twee exemplaren: Bibliothèque nationale, Parijs Veste Coburg, Coburg | 75   |
|            | Studiekoppen: Hoofd van een oude man                                                | ca. 1485-1490                  | droge naald                          | 5,7 × 4,5                          | Rijksmuseum Amsterdam Inv. nr. RP-P-OB-918 (unicum) | 76   |
|            | Studie van twee hoofden                                                             | ca. 1485-1490                  | droge naald                          | 8,5 × 2,9                          | Rijksmuseum Amsterdam Inv. nr. RP-P-OB-919 (unicum) | 77   |
|            | Krabbende hond                                                                      | ca. 1475                       | droge naald                          | 11,3 × 11,2                        | Rijksmuseum Amsterdam Inv. nr. RP-P-OB-931 (unicum) | 78   |
|            | Boer met blank wapenschild                                                          | ca. 1475-1480                  | droge naald en penseel               | diameter 7,8 cm                    | Rijksmuseum Amsterdam Inv. nr. RP-P-OB-939 (unicum) | 79   |
|            | Spinnende boerin met een blank wapenschild                                          | ca. 1475-1480                  | droge naald                          | diameter: 7,9 cm                   | Rijksmuseum Amsterdam Inv. nr. RP-P-OB-940 Tweede exemplaar: Ashmolean Museum, Oxford                                                                                     | 80   |
|            | Boerenvrouw met een sikkel op haar wapenschild                                      | ca. 1475                       | droge naald                          | 8,1 × 8,1                          | Rijksmuseum Amsterdam Inv. nr. RP-P-OB-941 (unicum) | 81   |
|            | Roma-vrouw met haar twee kinderen en een blank wapenschild                          | ca. 1475-1480                  | droge naald                          | 9,2 × 7,2                          | Museum of Fine Arts, Boston | 82   |
|            | Roma-man met baard en blank wapenschild                                             | ca. 1475-1480                  | droge naald                          | 9,3 × 7,2                          | Rijksmuseum Amsterdam Inv. nr. RP-P-OB-942 Vier andere exemplaren: Museum of Fine Arts, Boston Kupferstichkabinett Berlin Graphische Sammlung, Stuttgart Albertina, Wenen | 83   |
|            | Dame met radijzen op haar wapenschild                                               | ca. 1475                       | droge naald                          | 12,1 × 7,8                         | Kupferstichkabinett Dresden (unicum) | 84   |
|            | Jongeman met knoflook op zijn wapenschild                                           | ca. 1475                       | droge naald en penseel               | 9,5 × 8,1                          | Rijksmuseum Amsterdam Inv. nr. RP-P-OB-943 (unicum) | 85   |
|            | Dame met uil en wapenschild met de letters AN                                       | ca. 1485                       | droge naald                          | 12,4 × 8,5                         | Rijksmuseum Amsterdam Inv. nr. RP-P-OB-944 Twee andere exemplaren: Kupferstichkabinett Dresden British Museum, Londen                                                     | 86   |
|            | Wapenschild met oude twijnende vrouw                                                | ca. 1490                       | droge naald                          | 12,5 × 7,8                         | Rijksmuseum Amsterdam Inv. nr. RP-P-OB-945 (unicum) | 87   |
|            | Wapenschild met acrobaten en zwaardvechters                                         | ca. 1490                       | droge naald                          | 13,6 × 7,4                         | Rijksmuseum Amsterdam Inv. nr. RP-P-OB-946 (unicum) | 88   |
|            | Wapenschild met een op zijn kop staande boer                                        | ca. 1485-1490                  | droge naald                          | 138 × 8,5                          | Rijksmuseum Amsterdam Inv. nr. RP-P-OB-947 Twee andere exemplaren: Veste Coburg, Coburg British Museum, Londen                                                            | 89   |

## Tekeningen in hetHausbuch
De Meester van het Amsterdamse Kabinet heeft zijn andere noodnaam, de Hausbuch-Meester, te danken aan de tekeningen in het zogeheten Hausbuch, die deels aan hem worden toegeschreven, in het bijzonder de tekeningen van de planeten. Sommige kunsthistorici schrijven alleen Mars, Sol en Luna aan hem toe. De overige tekeningen - evenals die in de rest van het Hausbuch - zouden dan het werk zijn van kunstenaars uit zijn atelier of wijdere omgeving.
Het Hausbuch wordt bewaard in Schloss Wolfegg in Wolfegg.

### De planeten

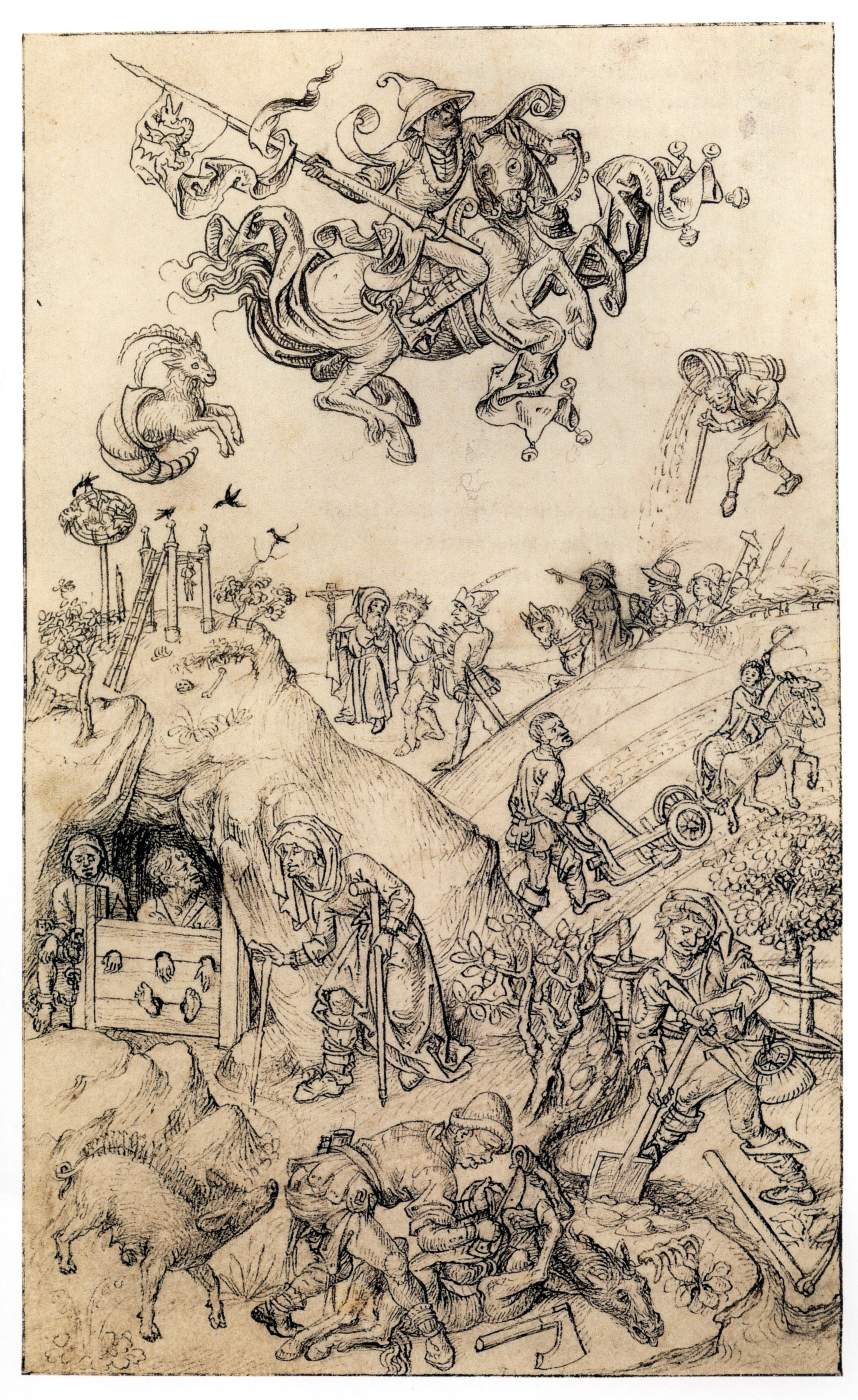
Saturnus en zijn kinderen, Hausbuch, fol. 11r
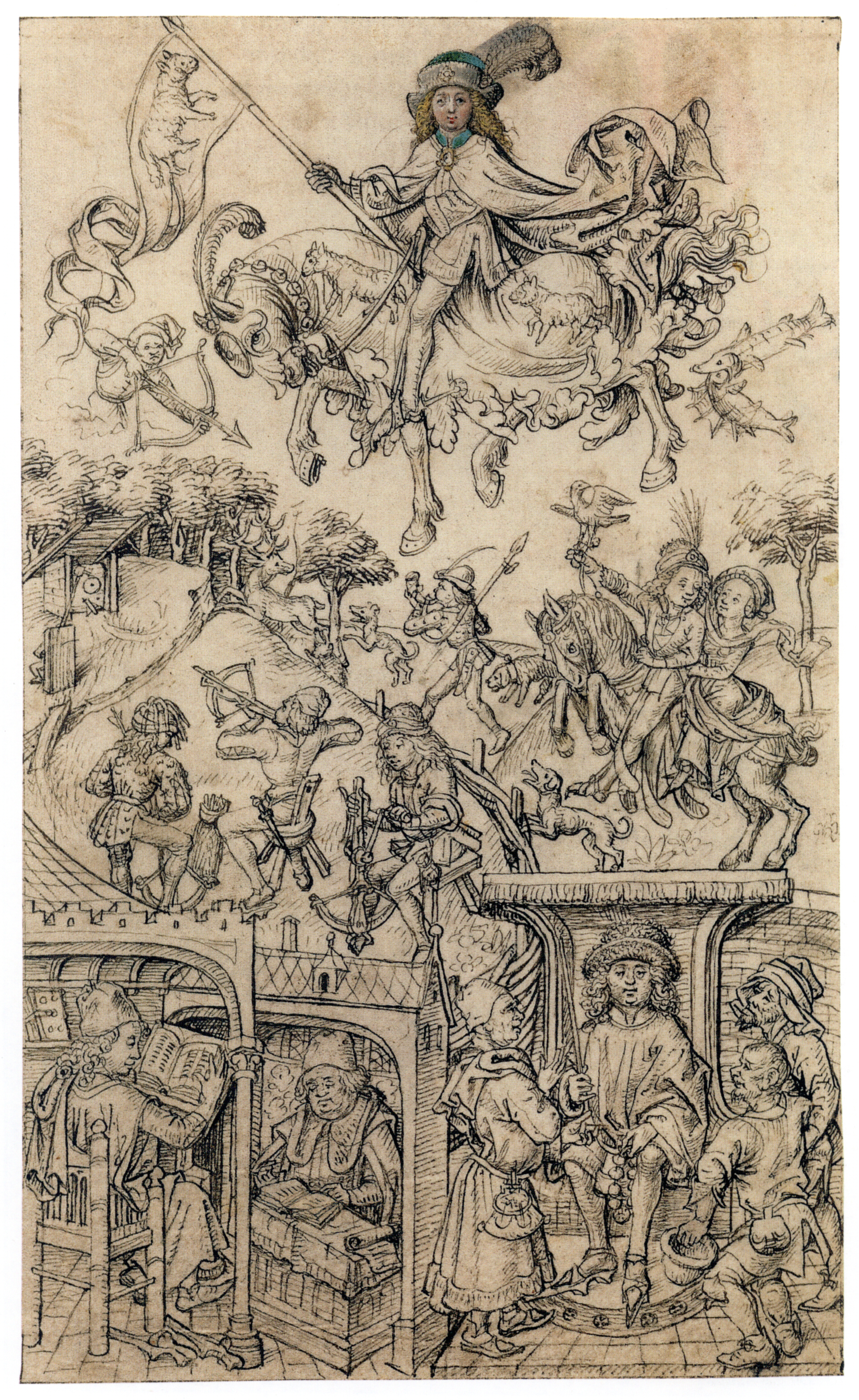
Jupiter en zijn kinderen, Hausbuch, fol. 12r
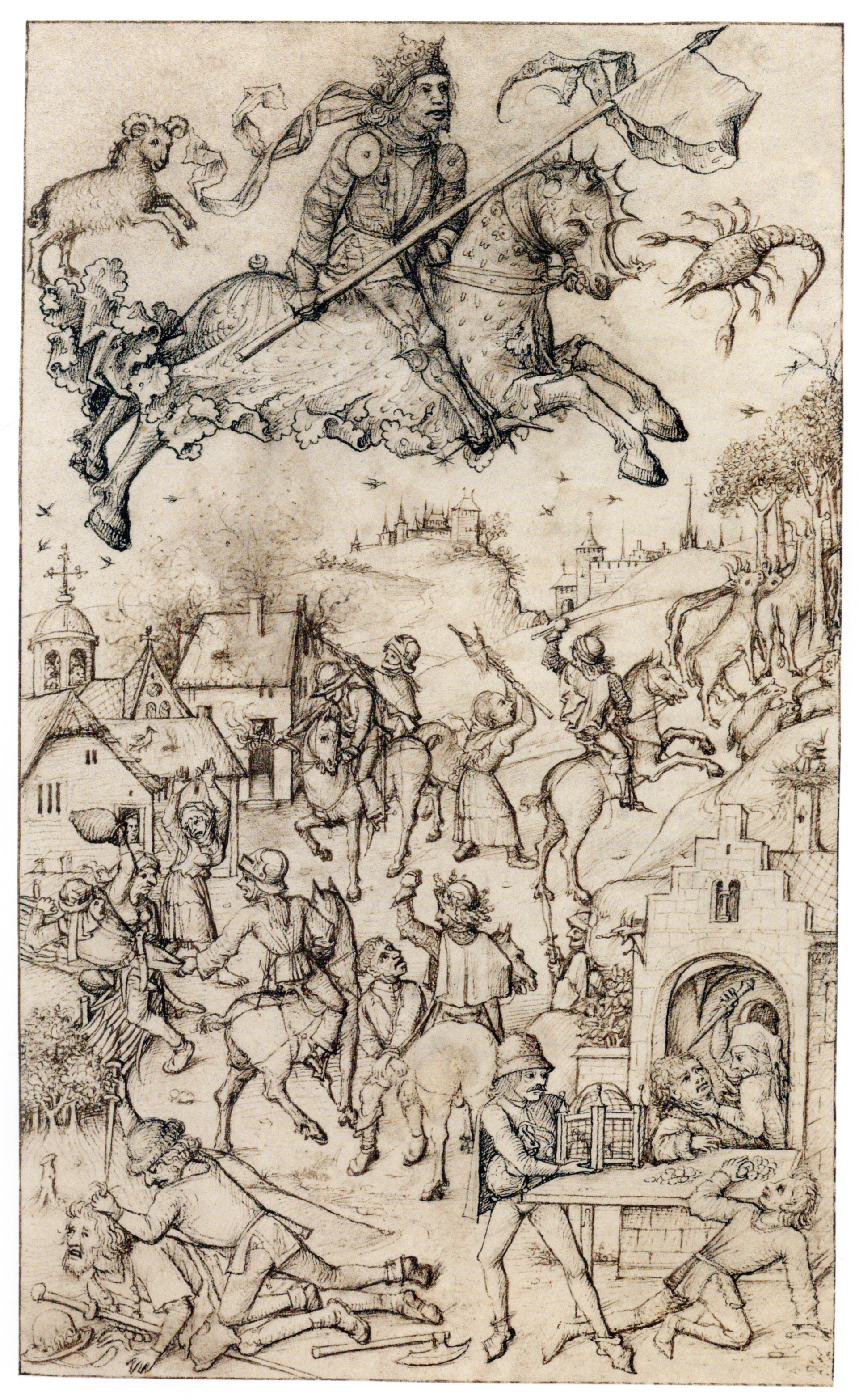
Mars en zijn kinderen, Hausbuch, fol. 13r
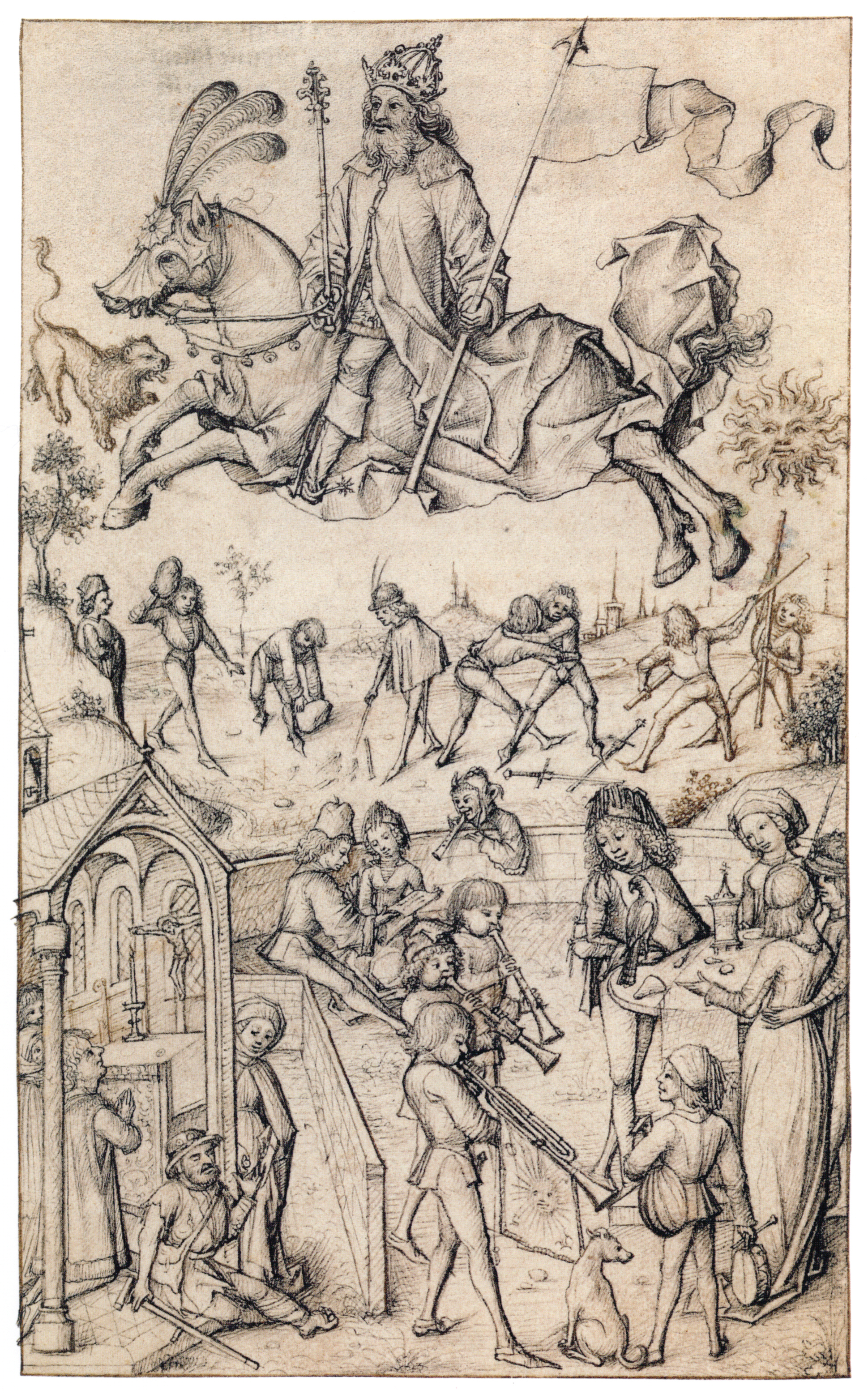
Sol en zijn kinderen, Hausbuch, fol. 14r
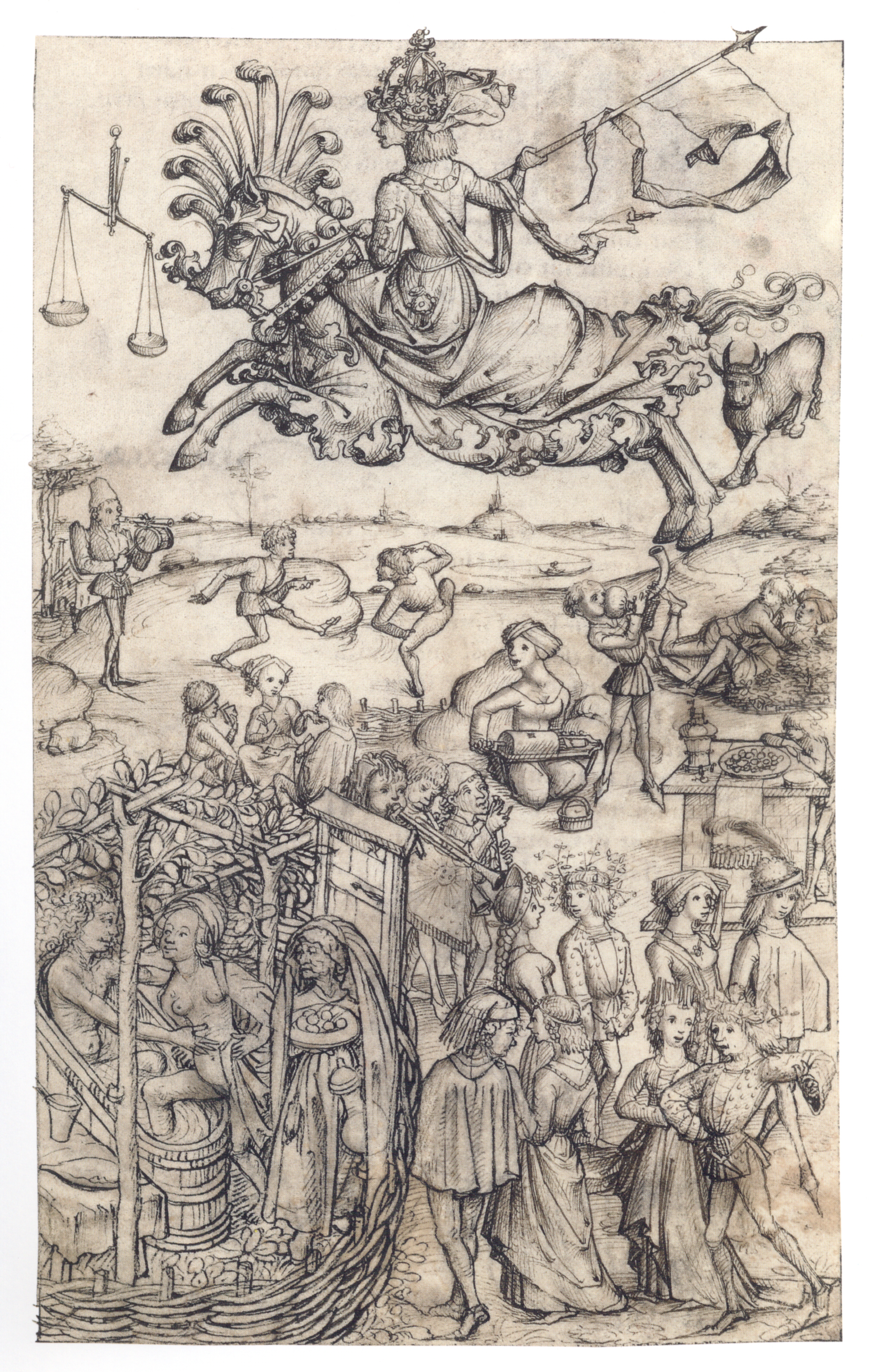
Venus en haar kinderen, Hausbuch, fol. 15r
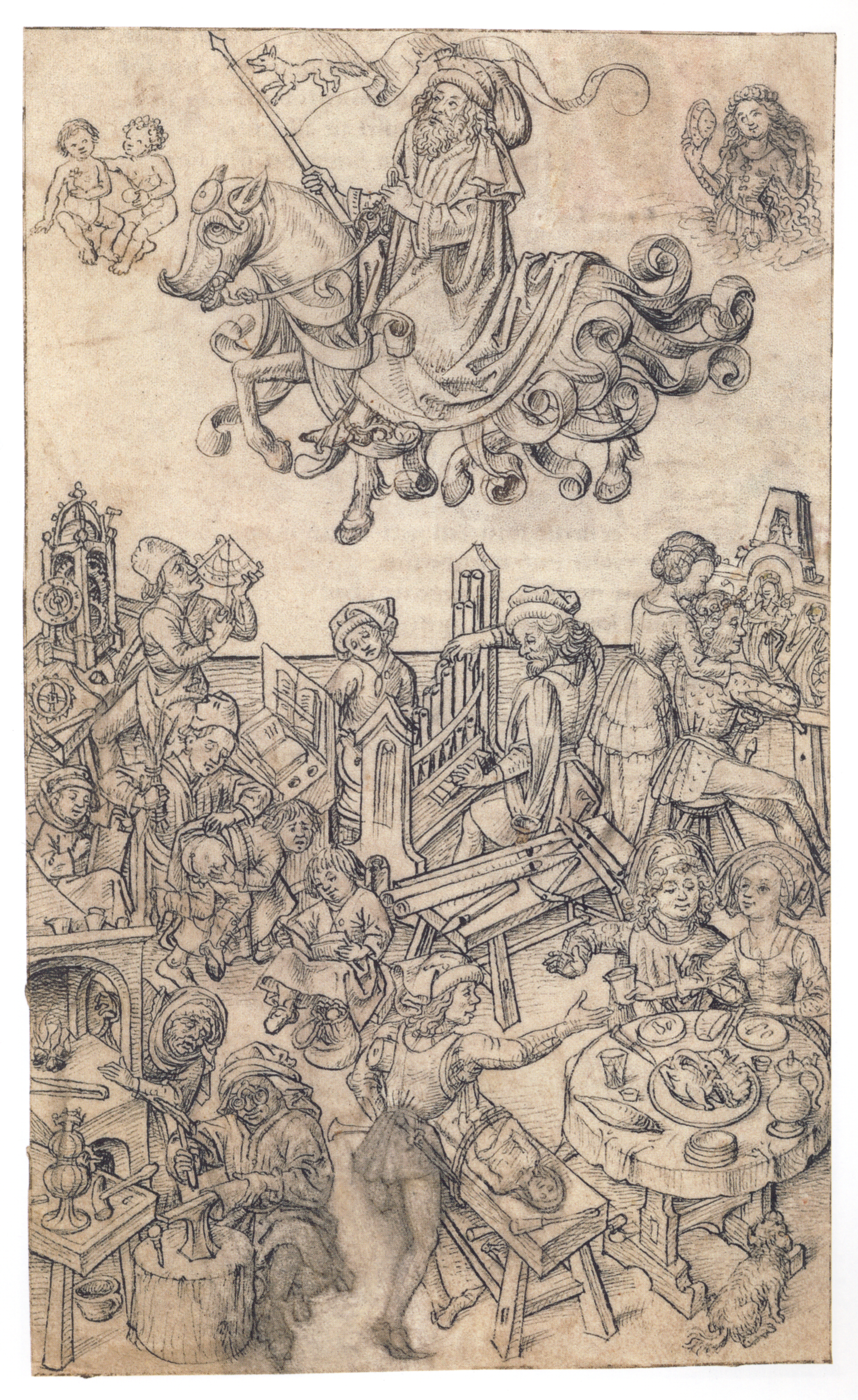
Mercurius en zijn kinderen, Hausbuch, fol. 16r
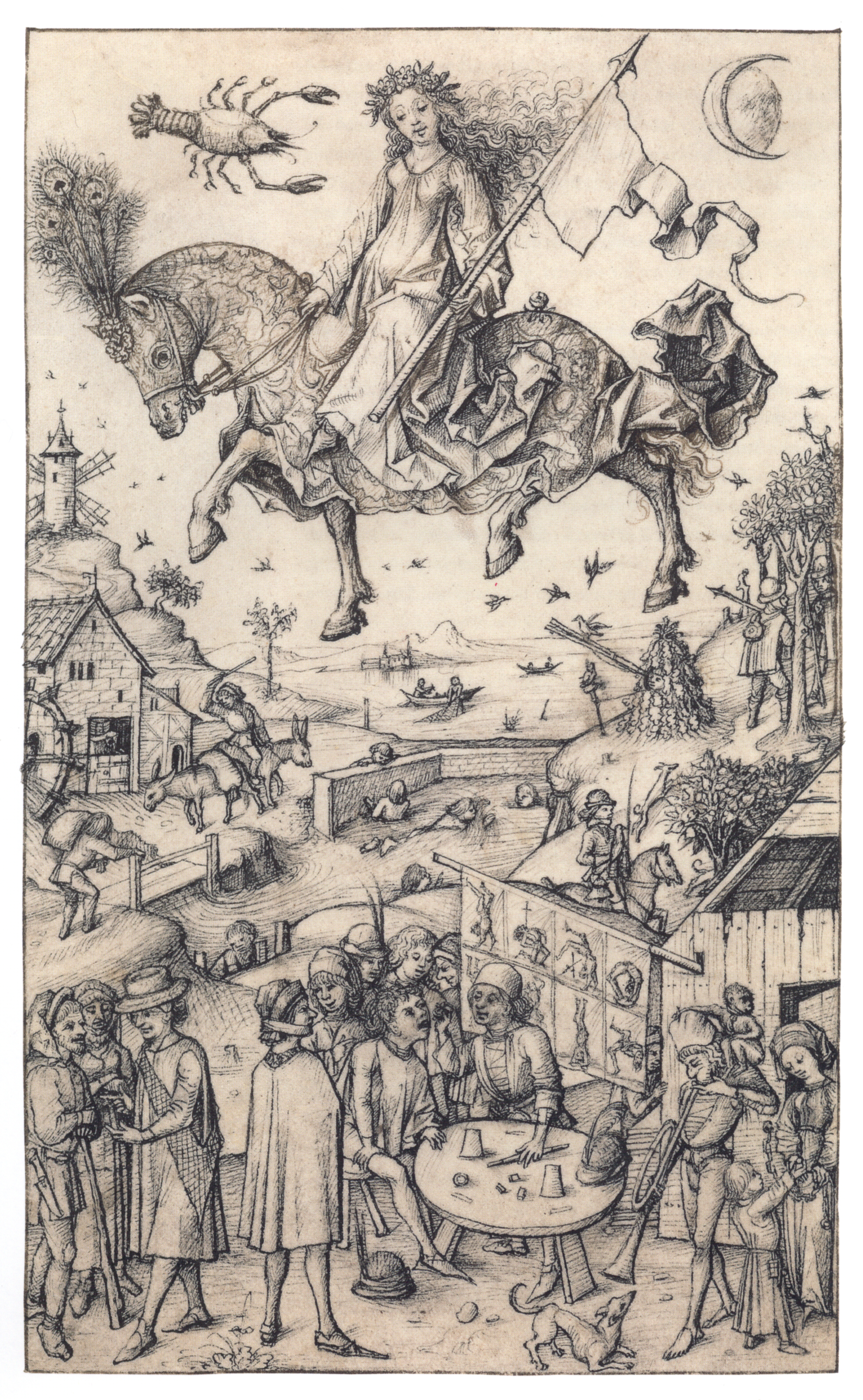
Luna en haar kinderen, Hausbuch, fol. 17r

### Overige afbeeldingen (selectie)

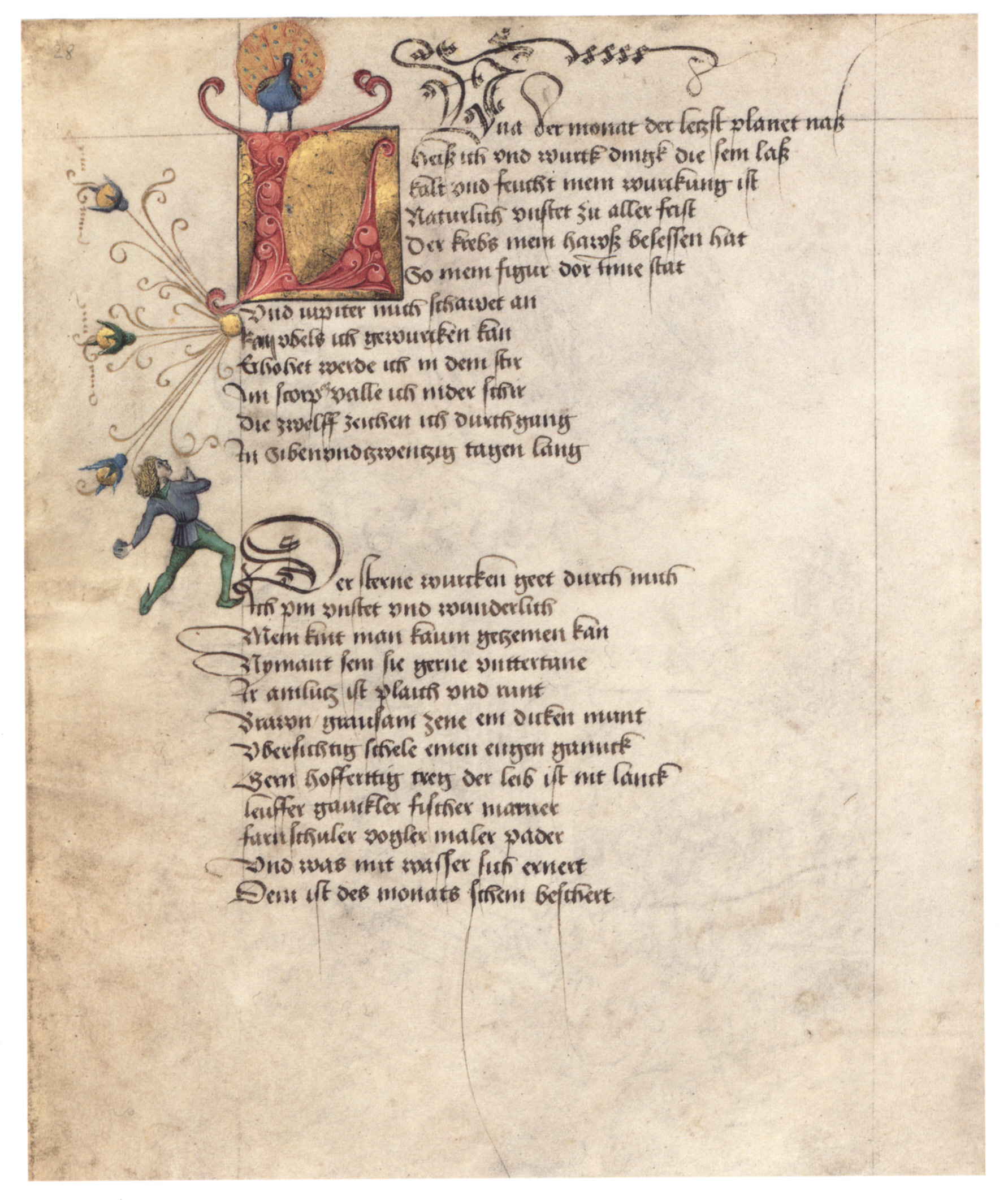
Randversiering bij de tekst over Luna, Hausbuch, fol. 16v
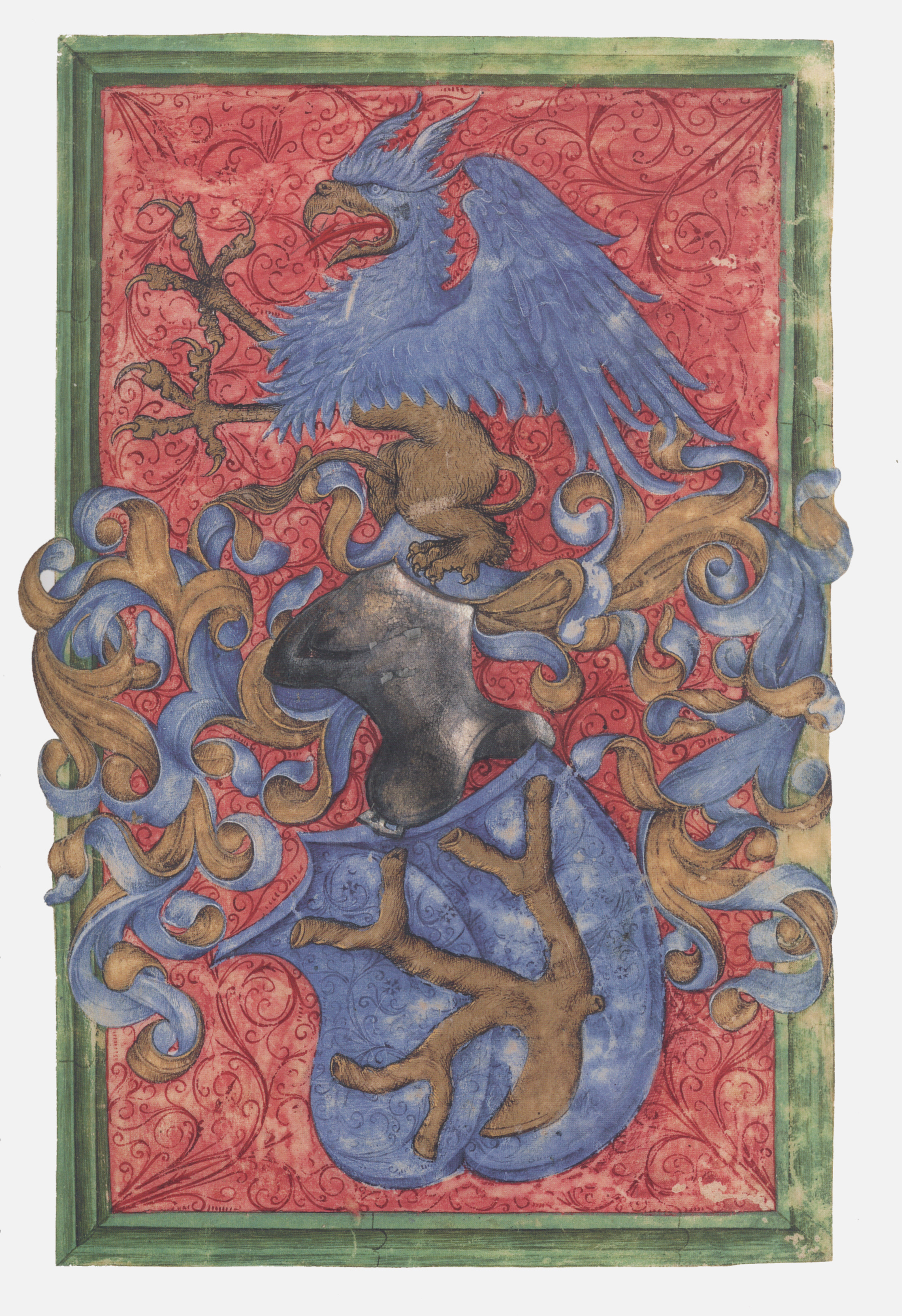
Wapen van de onbekende opdrachtgever, Hausbuch, fol. 2r
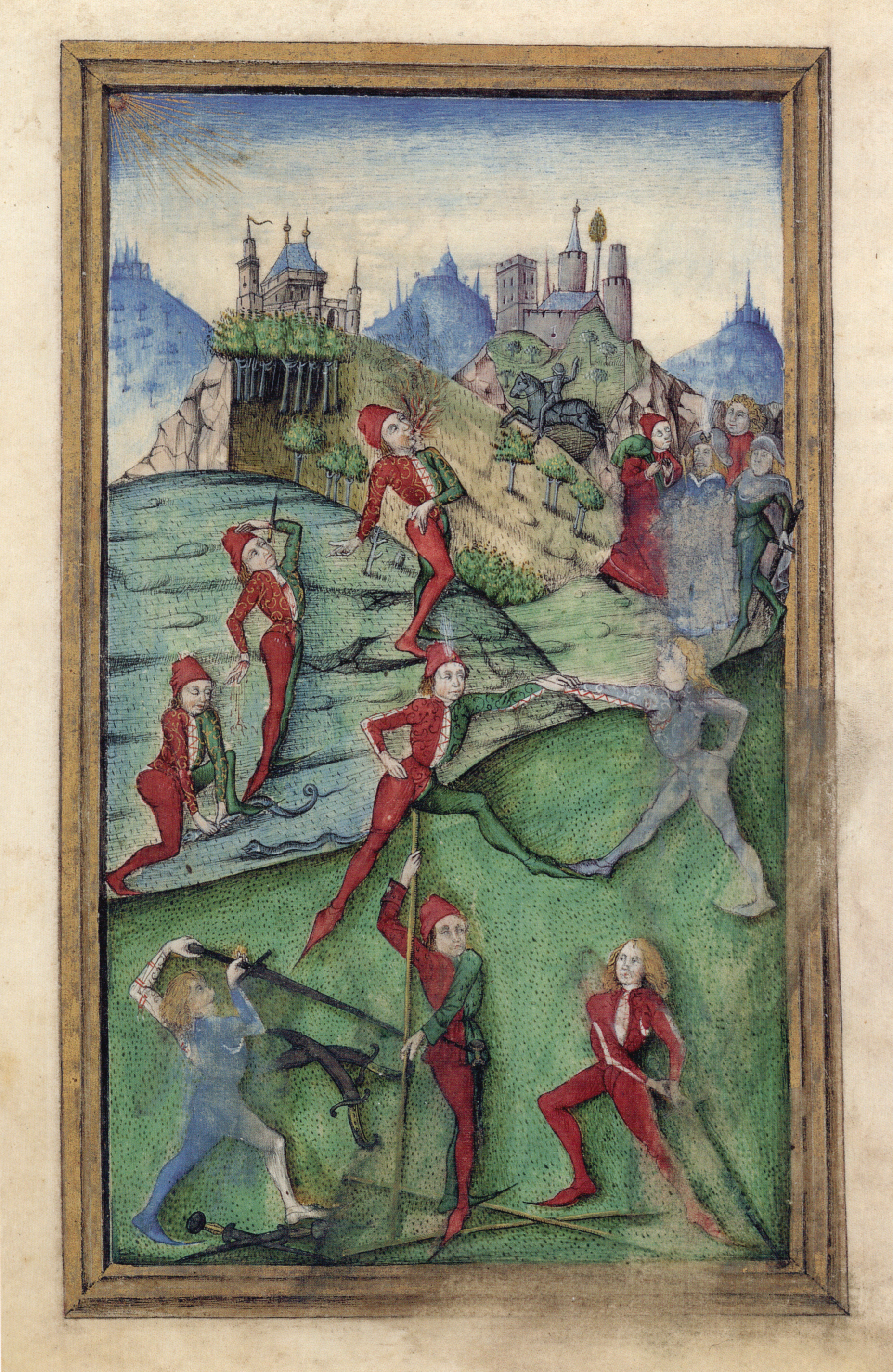
Voorstelling met acrobaten, Hausbuch, fol. 3r
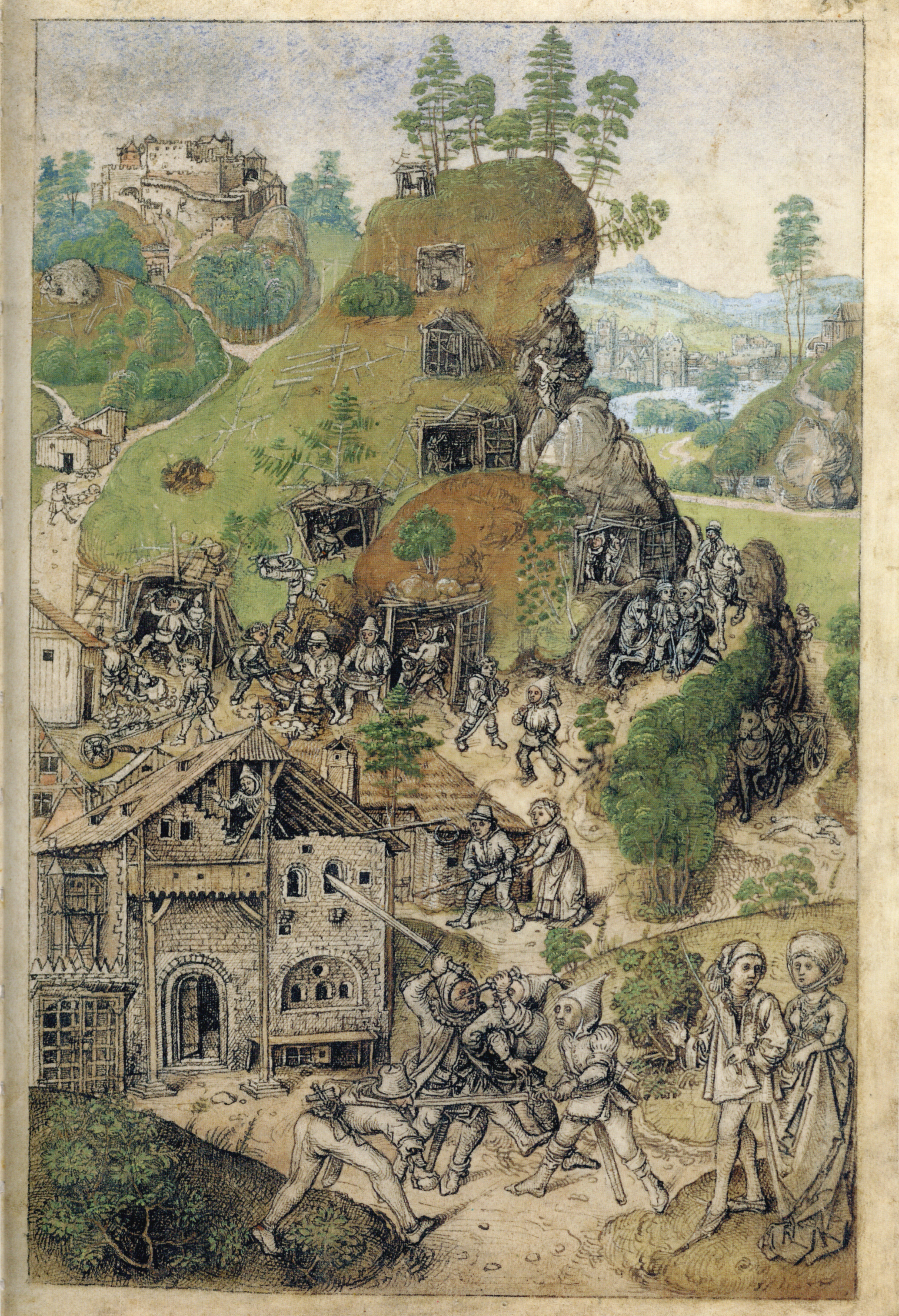
Landschap met een mijn, Hausbuch, fol. 35r

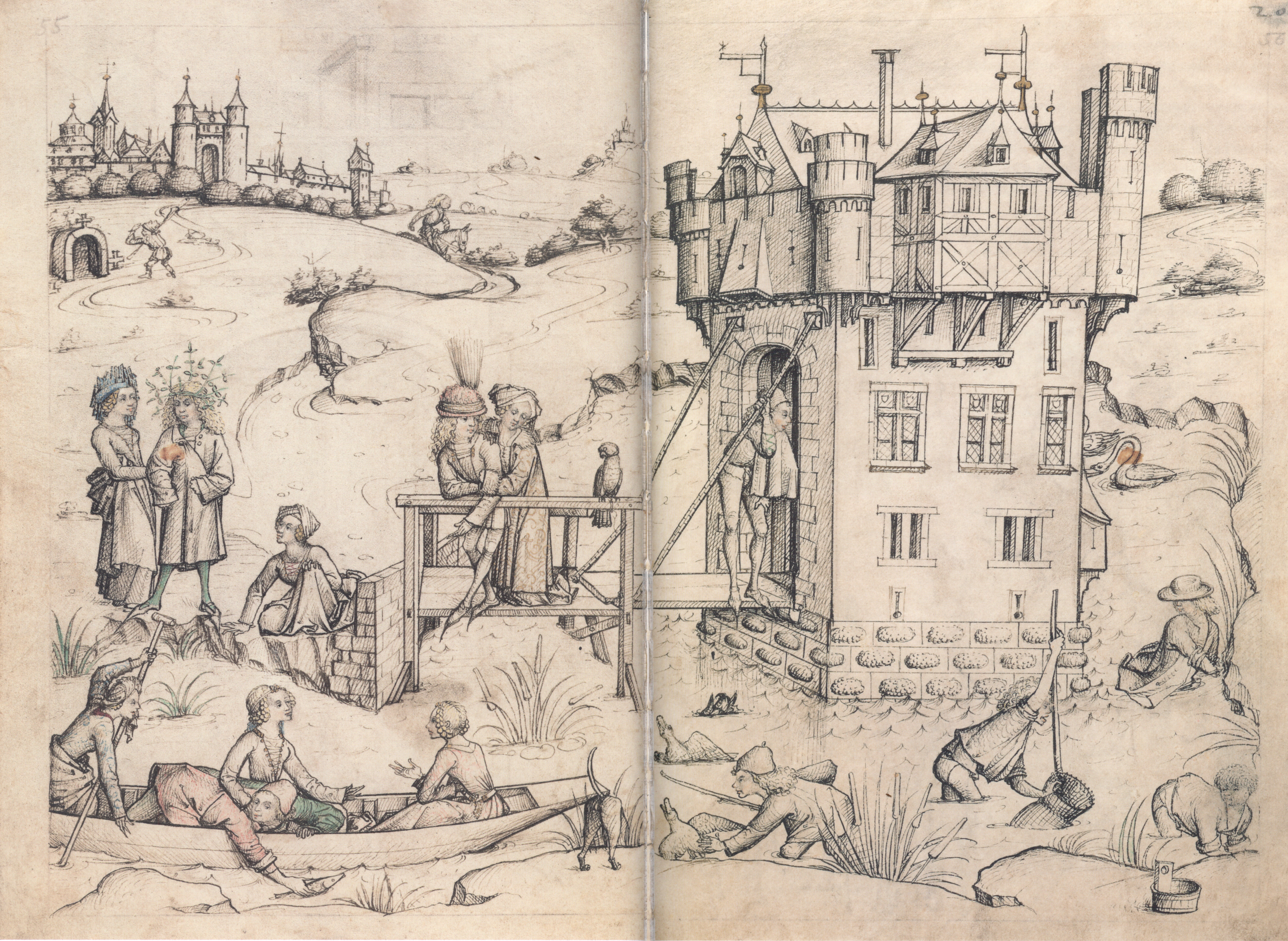
Waterburcht, Hausbuch, fol. 19v-20r
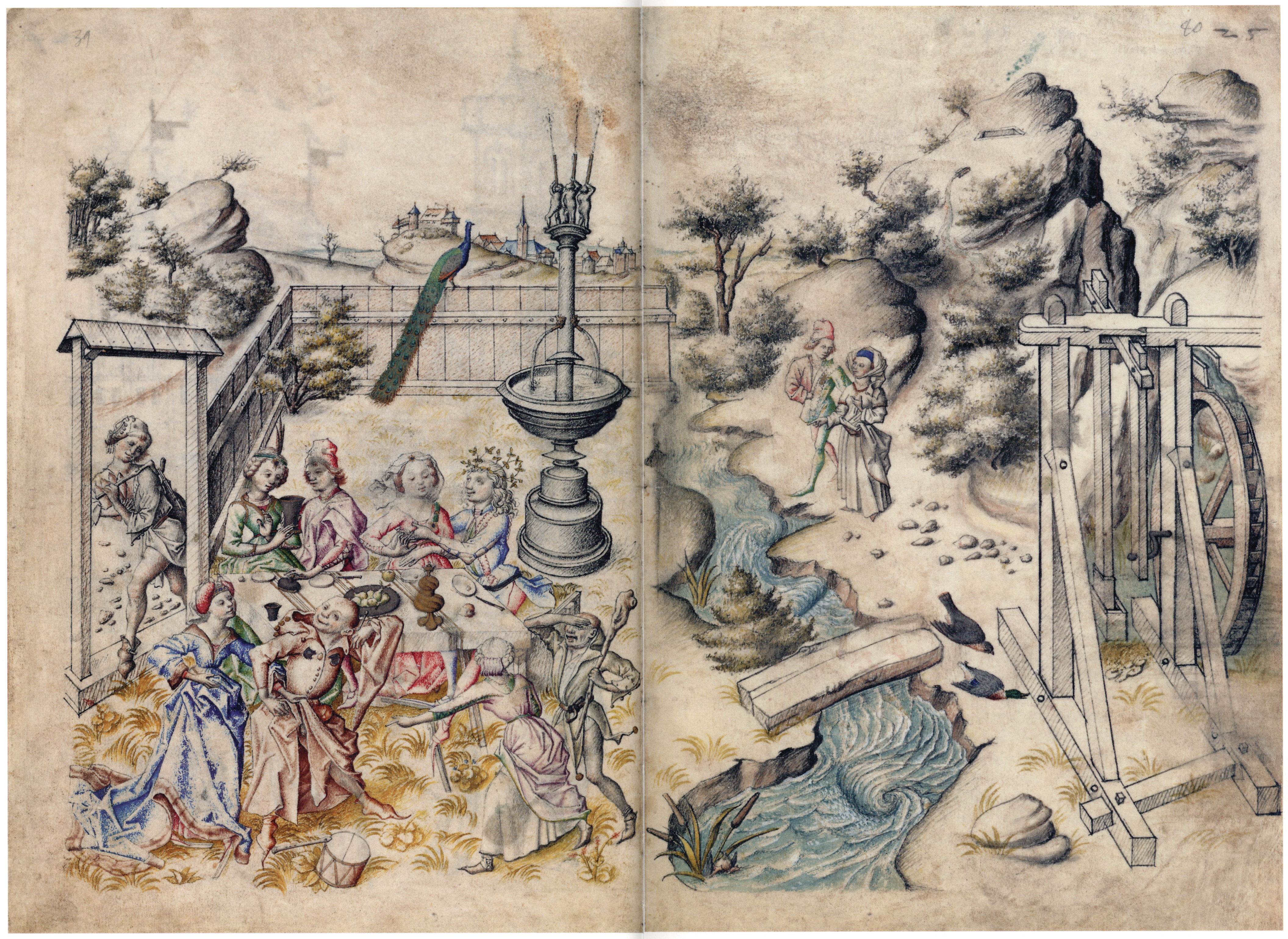
Liefdestuin, Hausbuch, fol. 24v-25r
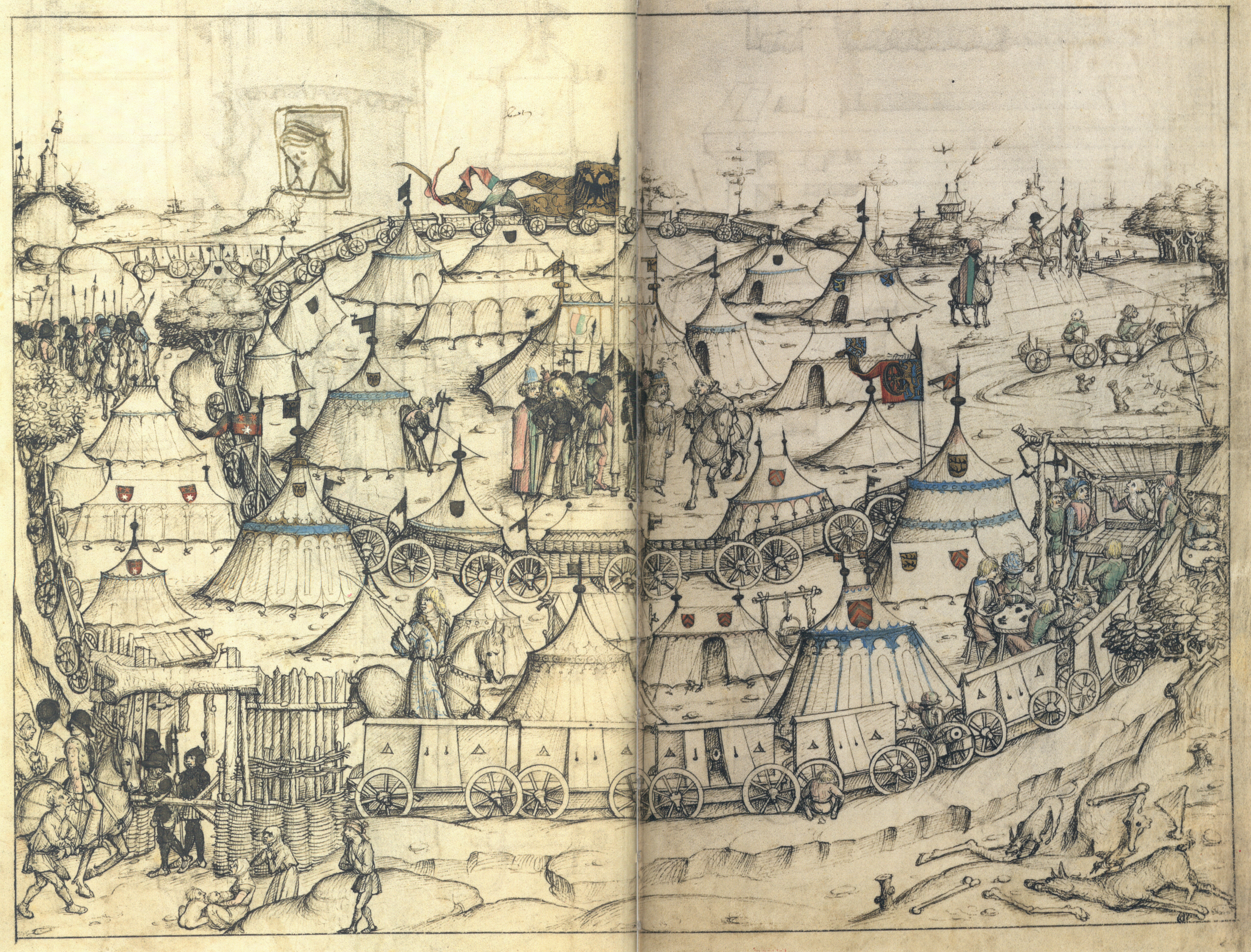
Het keizerlijke kamp tijdens het Beleg van Neuss, Hausbuch, fol. 53r-53r1
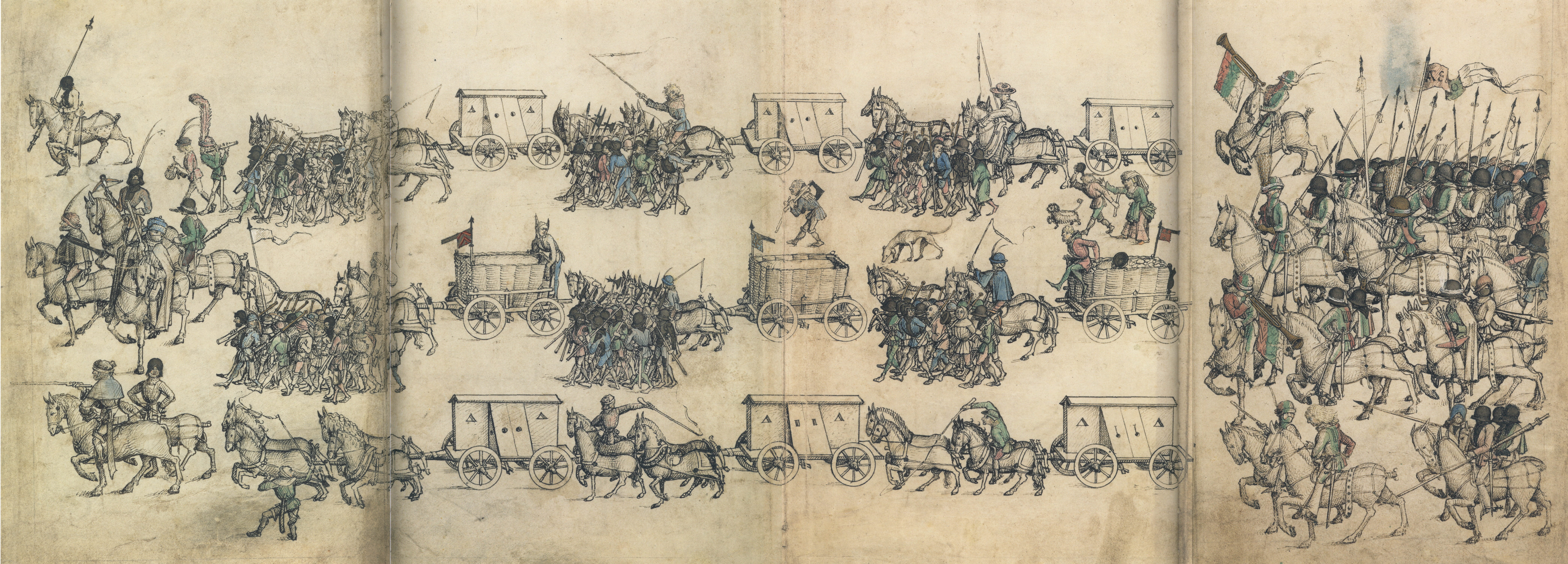
Leger op veldtocht, Hausbuch, fol. 51v-52r1 (uitklapbaar)

## Schilderijen
| Afbeelding | Titel       | Datering | Techniek                                          | Afmetingen h × b cm | Collectie                  | Inv. nr. |
| ---------- | ----------- | -------- | ------------------------------------------------- | ------------------- | -------------------------- | -------- |
|            | Liefdespaar | ca. 1480 | tempera en olieverf op paneel (linde en populier) | 118 × 82,5          | Gotha, Herzogliches Museum | SG 703   |